# Oxygonum gramineum
Oxygonum gramineum är en slideväxtart som beskrevs av R. A. Grah.. Oxygonum gramineum ingår i släktet Oxygonum och familjen slideväxter. Inga underarter finns listade i Catalogue of Life.